# Paregle vetula
Paregle vetula är en tvåvingeart som först beskrevs av Zetterstedt 1838.  Paregle vetula ingår i släktet Paregle, och familjen blomsterflugor. Arten är reproducerande i Sverige.